# Christine Amor
Christine Debra Amor (ur. 1952 w Brisbane, Australia) – australijska aktorka.

## Wybrana filmografia
- H2O - wystarczy kropla (2006) - Louise Chathan
- Cybergirl (2001) - burmistrz Burdette Buxton
- Adventures Of Skippy (1992) - Di
- Eggshells (1991) - Vanessa
- Krwawy księżyc (1990) - Virginia Sheffield
- Dead Sleep (1990) - siostra Kereby
- Prisoner of Zenda (1988) - Voice
- Saturdee (1986) - Ma Gimble
- Special Squad (1984) - Robyn Symons
- Now and Forever (1983) - Margaret Burton
- Home (1983)
- Carson's Law (1983) - Felicity Carson
- I Can Jump Puddles (1981) - Rose
- Spring & Fall (1980)
- Touch and Go (1980) - Sue
- Are You Being Served? (1980)
- Snapshot (1979) - Paula
- Glenview High (1979)
- Więźniarki (Prisoner) (1979) - Jean Vernon
- Chopper Squad (1978) - Lauren
- Young Ramsay (1978) - Diana Frost
- High Rolling (1977) - First Teenage Girl
- The Sullivans (1976) - Stella Burke
- Petersen (1974) - Annie
- Division 4 (1973–1974) - Cindy Morris
- Alvin Purple (1973) - Peggy
- Matlock Police (1973) - Sandra Williams
- Ryan (1973) - Jennifer
- Certain Women (1973) - Gillian Stone #2
- Bellbird (1967) - Josie